# Epsilon Aquilae
Epsilon Aquilae (ε Aquilae / ε Aql) è un sistema stellare triplo situato nella costellazione dell'Aquila.  Il suo nome tradizionale è Deneb el Okab (o meglio Deneb Al Okab Borealis, per distinguerla da ζ Aquilae, situata più a sud e quindi chiamata più propriamente Deneb Al Okab Australis), dall'Arabo ذنب العقاب ðanab al-cuqāb che significa "la coda dell'aquila". Il suo nome in Cinese Mandarino è costituito da due parole Woo e Yuë; la prima parola sillabica è derivata da 吳 wú,  un vecchio stato vicino alla provincia di Jiangsu, mentre la seconda da 粵 yuè, un vecchio stato nella provincia di Guandong; questi nomi sono condivisi con ζ Aquilae.

## Osservazione
Si tratta di una stella situata nell'emisfero celeste boreale; grazie alla sua posizione non fortemente boreale, può essere osservata dalla gran parte delle regioni della Terra, sebbene gli osservatori dell'emisfero nord siano più avvantaggiati. Nei pressi del circolo polare artico appare circumpolare, mentre resta sempre invisibile solo in prossimità dell'Antartide. Essendo di magnitudine +4,03, la si può osservare anche dai piccoli centri urbani senza difficoltà, sebbene un cielo non eccessivamente inquinato sia maggiormente indicato per la sua individuazione.
Il periodo migliore per la sua osservazione nel cielo serale ricade nei mesi compresi fra fine giugno e novembre; da entrambi gli emisferi il periodo di visibilità rimane indicativamente lo stesso, grazie alla posizione della stella non lontana dall'equatore celeste.

## Caratteristiche
ε Aquilae è una gigante arancione di classe spettrale K (temperatura effettiva 4700 K). Con una magnitudine apparente di +4,02 ed una distanza dal sistema solare pari a 154 anni luce, la stella risulta 54 volte più luminosa del Sole e il suo raggio 10 volte maggiore è comparabile con quello di Polluce (β Geminorum).
Dato il suo raggio circa 10 volte maggiore di quello del Sole, non molto elevato per una gigante, si ritiene che la stella si trovi in una fase ormai avanzata della fusione dell'elio in carbonio, tesi corroborata anche dagli alti tassi di bario, intermedio del processo tre alfa, individuati tramite l'analisi spettroscopica; ε Aquilae è quindi una stella al bario.
Generalmente, le stelle che presentano un'eccedenza di bario sono delle stelle doppie, in quanto esso è imputato al processo di trasferimento di massa tra la gigante, che evolve rapidamente in nana bianca, e una compagna posta in vicinanza. Deneb Al Okab Borealis sembra possieda una compagna distante 3,5 UA, che le orbita attorno in circa 1 270 giorni, senza che si possa essere certi delle caratteristiche di questo astro. La stella possiederebbe un'altra compagna, distante più di 3 700 UA, che le orbiterebbe intorno in circa 110 000 anni; si tratterebbe di una nana arancione di magnitudine 10. È possibile che un'altra stella sia implicata nel sistema, anche se, distante visualmente oltre 2 minuti d'arco, potrebbe essere semplicemente sulla linea di vista dalla Terra e non essere legata gravitazionalmente alla principale.